# Железопътна гара Бохумин
Железопътна гара Бохумин (на чешки: Nádraží Bohumín) е железопътна гара в Бохумин, североизточна Чехия, Моравско-силезки край, окръг Карвина. Разположена е на железопътна линията Ческа Тшебова – Бохумин и Бохумин – Чадца.

## История
Гара Бохумин е открита през 1847 година. Първоначално е предвидено гарата да бъде разположена в града (сега Стари Бохумин), но жителите не се съгласили с това и железопътната гара е построена на 3 км от центъра на града. В началото на ХХ век е възстановена в нео-ренесансов стил. По време на Втората световна война, на 28 август 1944 г. гарата е бомбардирана. След войната жп линията е електрифицирана. В средата на 90-те години гарата е реновирана, а през 2003 – 2005 г. е извършен и основен ремонт. Въведена е електронна система за контрол на трафика.